# Ödenburger Landtag von 1681
Der Ödenburger Landtag von 1681 war ein ungarischer Ständelandtag, der vom 24. Mai bis zum 30. Dezember 1681 tagte. Erklärtes Hauptziel war die Wiedereinsetzung der ungarischen Verfassung, treibende Kraft jedoch der langwierige Religionskonflikt, vor dessen Hintergrund die Beschlüsse zur protestantischen Religionsausübung in Artikulargemeinden als Hauptergebnis gesehen werden können.

## Vorgeschichte
Der Landtag war der Versuch, eine Situation zu klären, die sich in über einem Jahrzehnt verfahren hatte. Entgegen seinem absolutistischen Selbstverständnis war die Lage Kaiser Leopolds schwach, da er zwischen den Türkenkriegen und immer wieder aufflammenden Kämpfen mit Frankreich gefangen war. Gleichzeitig betrieb er innenpolitisch mit großer Härte die Gegenreformation. Anlässlich der Magnatenverschwörung gegen ihn setzte der Kaiser 1671 die Verfassung außer Kraft und reagierte mit Härte. Anstelle einer Befriedung bewirkte die Repression ein Jahrzehnt des Bürgerkrieges. Verschärft wurde die Gemengelage durch die Siebenbürger Kuruzzenaufstände.

## Teilnehmer und Gemengelage
Es nahmen 145 Komitatsvertreter, 76 Adelige und 18 (Erz-)Bischöfe teil. Von den Adeligen waren acht evangelisch. Von den Komitatsvertretern waren 29 Lutheraner und 16 reformiert. Die Glaubensfrage betreffend standen im Adel die Magnaten geschlossen auf Linie der katholischen Kirche und zeigten sich wenig kompromissbereit. Dementgegen spielte der militärische Druck der (evangelischen) Kuruzzen sowie ein breites Bedürfnis nach einer Befriedung des Bürgerkrieges den protestantischen Delegierten in die Hände.

## Verlauf
Da im üblichen Tagungsort Preßburg die Pest kursierte, wurde der Landtag nach Ödenburg verlegt. Als Palatin (dem unter anderem der Landtagsvorsitz zustand) konnte der Kaiser Paul Esterházy durchsetzen. Den protestantischen Vertretern gelang durch einen Tagungsboykott, die Behandlung des Religionsthemas, das in früheren Landtagen verschoben und hierdurch, zugunsten der katholisch geprägten Macht, unerledigt geblieben war, zu erzwingen. Die Spannungen durch den protestantischen Boykott richteten sich im Laufe der sich hinziehenden Verhandlungen zunehmend auch gegen die Kirchenvertreter und Magnaten, die mit ihrer Beharrlichkeit einen Kompromiss im Wege standen. Schließlich erließ der Kaiser am 8. Oktober eine Resolution, die die formal bereits erteilte Religionsfreiheit bekräftigte, gleichzeitig den Grundherren über diese Freiheit stellte, sodass sie nur in königlichen Freistädten sowie unter protestantischen Grundherren wirksam sein konnte, die Ausübung des katholischen Glaubens hingegen solchen Einschränkungen entzog, einen achtungsvollen gegenseitigen Umgang gebot, sowie die Anrufung des Kaisers als Schiedsherren anstelle bewaffneter Konflikte. Da sich die Stände nicht auf eine Annahme der Resolution einigen konnten, erließ der Kaiser am 8. November eine Neufassung, die den Protestanten zusätzliche Artikulargemeinden zubilligte und diese Orte in Artikel XXVI ausdrücklich benannte (daher Artikulargemeinde). Diese Resolution blieb entgegen weiteren Versuchen der Stände, jeweils mehr für sich herauszuholen, stehen.
Während des Landtages fand am 9. Dezember die Krönung Leopolds Gattin Eleonore zur Königin von Ungarn statt.
Weitere Beschlüsse waren unter anderem: Die Wiedereinsetzung des kroatischen Bans; eine Amnestie; Abschaffung von Steuern; Abschaffung bestimmter Militärgerichte; Wiederbewaffnung der Gyepűmiliz; die Stärkung der ungarischen Mitsprache bei Verhandlungen mit den Türken.